# 2-메틸-3-옥소프로판산
2-메틸-3-옥소프로판산(영어: 2-methyl-3-oxopropanoic acid) 또는 메틸말론산 세미알데하이드(영어: methylmalonate semialdehyde)는 발린의 대사 과정에서의 대사 중간생성물이다.

## 같이 보기
- 3-하이드록시아이소뷰티르산
- 메틸말론산-세미알데하이드 탈수소효소 (아실화)